# Olšina (Horní Planá)
Olšina, dříve Dlouhé Mosty, německy Langenbruck, je malá vesnice, rozdělená mezi město Horní Planá a obec Polná na Šumavě v okrese Český Krumlov. Nachází se asi pět kilometrů východně od Horní Plané. Prochází tudy železniční trať České Budějovice – Černý Kříž – Volary/Nové Údolí. Olšina leží v katastrálním území Horní Planá o výměře 37,25 km².

## Historie
První písemná zmínka o vesnici pochází z roku 1440. Od zavedení obecního zřízení v polovině 19. století byla ves osadou obce Hodňov. V roce 1921 v Olšině stálo 30 domů a žilo zde 203 obyvatel, z toho 2 Češi a 201 Němců. V letech 1938 až 1945 byla Olšina v důsledku uzavření Mnichovské dohody přičleněna k nacistickému Německu.

## Přírodní poměry
Vesnice stojí na břehu rybníka Olšina napájeného stejnojmenným potokem.